# Cro-Magnon (bande dessinée)
Pour les articles homonymes, voir Cro-Magnon.
Cro-Magnon puis les Cro-Magnons sont une série de bande dessinée humoristique, publiée dans le Journal de Tintin de 1974 à 1988, puis dans Hello Bédé de 1990 à 1993. L'auteur en est Guy Bara, qui signe « Bara ».

## Trame
Cro-Magnon et sa tribu sont des hommes de Cro-Magnon caricaturés, tantôt indolents, tantôt inventifs, qui vivent de courtes aventures humoristiques, souvent ponctuées de réflexions philosophiques, d'anachronismes et de clins d'œil à la sociologie ou à l'actualité du XXe siècle.

## Historique de la série
Guy Bara crée la série Cro-Magnon, sur le thème des hommes des cavernes, en 1973.
Cette série paraît dans le Journal de Tintin à partir de 1974, dans l'édition française et l'édition belge de l'hebdomadaire. Ce sont souvent des gags d'une page, d'une demi-page ou d'un strip, mais parfois des récits complets de deux à dix pages. Elle paraît un moment dans Tintin Sélection, du numéro 27 au numéro 30. Si la parution s'arrête en 1976 dans l'édition belge, elle continue jusqu'en 1988 dans l'édition française, puis reprend de 1990 à 1993 dans Hello Bédé qui a pris la suite de Tintin.
Cette série est également publiée sous le nom de Steinzeiten dans l'hebdomadaire Zack en Allemagne à partir de 1978, et dans son équivalent francophone Super As en 1979 et 1980.
La série n'a pas été publiée en albums.